# 短柄野芝麻
短柄野芝麻又名野芝麻（学名：Lamium album）为唇形科野芝麻属下的一个种。